# Margrethe Renstrøm
Margrethe Renstrøm (* 21. März 1985 in Søgne) ist eine norwegische Leichtathletin. Sie ist spezialisiert auf den Weitsprung. Bei einer Körpergröße von 1,79 m beträgt ihr Wettkampfgewicht 60 kg.

## Leben
Margrethe Renstrøm wuchs in Søgne auf, in der Nähe von Kristiansand. Ihr Verein dort war Søgne IL; dort wurde sie von ihrer Mutter, Reidun Renstrøm, trainiert. 2005 wechselte sie zum IK Tjalve, einem Leichtathletikverein aus Oslo. Margrethe Renstrøm arbeitet als Physiotherapeutin an der Universität Oslo.

## Erfolge
Die norwegische Frauenmeisterschaft im Weitsprung konnte sie sechs Mal gewinnen: 2002 (6,08 m), 2003 (6,26 m), 2005 (6,11 m), 2007 (6,33 m), 2008 (6,33 m) und 2009 (6,64 m). Bei der norwegischen Hallenmeisterschaft im Weitsprung wurde sie 2006 mit 5,86 m Zweite, 2009 gewann sie mit 6,08 m. Im Dreisprung gewann sie nach einem dritten Platz 2005 mit 12,84 m die norwegische Frauenmeisterschaft 2006 mit 13,25 m und 2007 mit 12,84 m. Die norwegische Hallenmeisterschaft der Frauen im Dreisprung gewann sie 2005 mit 12,71 m.
Ihren ersten größeren internationalen Erfolg im Weitsprung hatte sie beim Europäischen Olympischen Jugendfestival 2001 in Murcia, bei dem sie mit 6,15 m die Goldmedaille holte. Ihre 6,64 m bei der norwegischen Meisterschaft 2009 in Lillehammer war ein norwegischer Rekord, womit sie den damals längsten ungebrochenen Rekord in der norwegischen Leichtathletik überbot. Er lag vorher bei 6,56 m von Berit Berthelsen aus dem Jahre 1968. Bei den Europameisterschaften 2010 in Barcelona verbesserte sie in der Qualifikation mit 6,68 m ihren norwegischen Rekord, landete im Finale mit 6,18 m jedoch nur auf dem 13. Platz. Bei den Europameisterschaften 2012 in Helsinki erhielt sie für ihren Sprung von 6,67 m eine Bronzemedaille. Ihre Teilnahme an den Olympischen Spielen 2012, bei denen sie gemeldet war, musste sie am Tag des Qualifikationsstarts in London wegen einer Fußverletzung absagen.

### Persönliche Bestleistungen

#### Freiluft
- Weitsprung: 6,68 m am 27. Juli 2010 in Barcelona (norwegischer Rekord)
- Dreisprung: 13,25 m am 28. Juli 2006 in Oslo

#### Halle
- Weitsprung: 6,16 m am 3. Februar 2007 in Bergen
- Dreisprung: 12,71 m am 12. Februar 2005 in Stange